# Pouzolzia integrifolia
Pouzolzia integrifolia är en nässelväxtart som beskrevs av Dalz.. Pouzolzia integrifolia ingår i släktet Pouzolzia och familjen nässelväxter. Inga underarter finns listade i Catalogue of Life.